# Cassandra (Fernsehserie)
Cassandra ist eine deutsche Science-Fiction-Thriller-Fernsehserie von Regisseur und Drehbuchautor Benjamin Gutsche mit Lavinia Wilson in der Titelrolle. Premiere war am 23. Januar 2025 am Fantasy Filmfest in München.

## Handlung
Cassandra ist Teil eines in den 1970er-Jahren entwickelten Smart-Home-Systems. Die elektronische Haushaltshilfe ist allerdings seit dem Tod der früheren Bewohner inaktiv. Nachdem Samira und David mit den Kindern Fynn und Juno in das Haus gezogen sind, wittert Cassandra eine zweite Chance. 
Sie hält sich mit einem Weltbild aus den 1970er-Jahren für eine gute Fee, die alles am Laufen hält und für ein vollwertiges Familienmitglied. Cassandra möchte nicht noch einmal allein gelassen werden und dafür mit allen Mitteln sorgen.

## Produktion und Hintergrund
Die Dreharbeiten fanden vom 7. August bis zum 21. Dezember 2023 in Köln und Umgebung statt. Die Serie wurde von Rat Pack Filmproduktion produziert, unterstützt wurde die Produktion vom German Motion Picture Fund. Als Produzenten fungierten Christian Becker und Eva Stadler, ausführende Produzentin war Amara Palacios.
Die Kamera führte J. Moritz Kaethner, die Musik schrieb Mathieu Lamboley, die Montage verantworteten David Kuruc, Günter Schultens und Carolin Biesenbach und das Casting Daniela Tolkien. Das Kostümbild gestaltete Pieter Bax, das Szenenbild Frank Bollinger und den Ton Sylvain Remy. Als Intimitätskoordinatoren fungierten Florian Federl und Julia Effertz und als Green Consultant Thomas Matysiak.
Das Schauspiel von Lavinia Wilson wurde bei den Dreharbeiten von einem Motion-Capture- und Tonstudio aus in verfremdet-animierter Form auf die Robotermonitore übertragen und bei den regulären Dreharbeiten mit aufgezeichnet, sodass sie und die restlichen Darsteller trotz räumlicher Trennung aufeinander reagieren konnten.

## Veröffentlichung
Premiere der ersten beiden Folgen war am 23. Januar 2025 am Fantasy Filmfest 2025 in München.
Die Veröffentlichung auf Netflix erfolgte am 6. Februar 2025. Ergänzend zur Serie erschien ein Making-of.

## Episodenliste
| Nr. | Originaltitel        | Erstveröffentlichung D |
| --- | -------------------- | ---------------------- |
| 1   | Ein neuer Anfang     | 6. Feb. 2025           |
| 2   | Wer bin ich?         | 6. Feb. 2025           |
| 3   | Endspiel             | 6. Feb. 2025           |
| 4   | Ein Kinderspiel      | 6. Feb. 2025           |
| 5   | Du bist nicht allein | 6. Feb. 2025           |
| 6   | Frohe Weihnachten    | 6. Feb. 2025           |

## Rezeption

### Kritiken
Oliver Armknecht bewertete die Serie auf film-rezensionen.de mit sechs von zehn Punkten. Die Serie nehme bewährte Science-Fiction-Elemente und kombiniere diese mit einer reizvollen Retro-Optik und einer gesellschaftlichen Komponente. Sie sei damit sehenswerter als andere Beiträge zu dem Thema, auch wenn es ihr nicht immer gelinge, sich von der zahlreichen Konkurrenz abzuheben.
wortvogel.de vergab ebenfalls sechs von zehn Punkte und urteilte: „Eine faszinierende Grundidee, eine technisch solide Umsetzung, die aber auf der Skriptebene noch zwei oder drei Runden hätte drehen müssen“.
Oliver Kaever dagegen kritisierte die Serie auf spiegel.de als unrealistisch, der Haushaltsroboter sei so furchteinflößend wie ein Staubsauger. Nichts überzeuge hier, alles wirke so funktional wie von einem Algorithmus errechnet, und an keiner Stelle emotional involvierend oder gar glaubwürdig.
Julian Weinberger meinte auf prisma.de, dass Lavinia Wilson in Cassandra überragend abliefere. Die Produktion überrasche mit pointierter Kameraarbeit, dem wirkungsvollen Einsatz dröhnender Stille und gut dosiert eingestreuten, ziemlich makaberen Horrorelementen. Einzig das überhastete Ende, das einige Fäden der Erzählung etwas unbefriedigend ausfasern lasse, trübe den Gesamteindruck der sonst überzeugenden Netflix-Dystopie, die teilweise an Black Mirror erinnere.
Ron Stoklas hob in seiner Kritik für Radiosender FluxFM die schauspielerische Leistung von Lavinia Wilson hervor. Der Schauspielerin gelänge es mithilfe ihrer Stimme und der animierten Darstellung ihres Gesichtes, dass die KI  "menschlich wirkt". Neben der retro-futuristischen Optik lobte er zudem den blutigen Genre-Mix von Sci-Fi und Thriller.
Markus Trutt schrieb auf filmstarts.de, dass die Serie mit einer erfrischenden Prämisse daherkäme, die auch technisch beeindruckend umgesetzt wurde. Während der Handlung in der Gegenwart nach hinten die Luft ausgeht, punkte die Serie vor allem mit der mit Retro-Sci-Fi-Charme versehenen Erzählung in der Vergangenheit. Womöglich hätte das Ganze als zweistündiger Film ein stimmigeres Gesamtbild ergeben. Die Serie wäre ein streckenweise spannender Binge-Snack für zwischendurch, wenn auch kein zweites Dark.
Jan Freitag befand auf dwdl.de, dass die Serie etwas tiefgründiger hätte sein können, diese aber trotzdem pfiffiges Fernsehen sei. Dass für ethische Grundsatzfragen hier oft der Ehrgeiz fehle sei schade, ändere aber nichts an der Güte als retrofuturistischem Familiendrama, das Szenenbildner Frank Bollinger zu etwas Bemerkenswertem ausstatte.
Tilmann P. Gangloff vergab auf tittelbach.tv 4,5 von 6 Sternen. Anfangs wirke die Geschichte wie ein weiterer Beitrag zum Kapitel Mensch gegen Smart Home. Nach dem Motto „HAL 9000 meets Mary Poppins“ erzähle die klug konzipierte Serie parallel zur Gegenwart in immer ausführlicheren Rückblenden, wie Cassandra zum Geist in der Maschine wurde.

### Abrufe
In Deutschland stieg die Serie auf Platz drei der Netflix-Serien-Charts ein und rangierte nach einer Woche auf Platz 2.
In der Startwoche belegte die Serie in den Netflix-Charts den fünften Platz der nicht-englischsprachigen Serien mit 4,2 Millionen weltweiten Abrufen. In vier Ländern, unter anderem der Türkei, landete die Serie auf dem ersten Rang der meist geschauten Serien. Am 13. Februar 2025 wurde Cassandra auf Platz 1 der weltweiten Serien-Charts von Netflix gelistet. Am 17. Februar 2025 gelangte die Serie auf Platz eins der deutschen Netflix-Charts.
Zwischen dem 6. und 16. Februar 2025 erreichte die Serie weltweit 14,4 Millionen Views. In 32 Ländern gelangte die Serie auf Platz 1 und gelang damit der stärkste Start einer deutschen Netflix-Serie seit Liebes Kind. In der dritten Woche kamen 7,4 Mio. weitere Zuschauer hinzu. Damit kam die Serie auf ein Gesamtpublikum von 21,8 Mio. Zuschauern, was den internationalen Erfolg der 2. Staffel von Die Kaiserin übertraf.
Laut der von MEEDIA veröffentlichter Daten von digital i liefen die Folgen der Serie im Februar 2025 im Durchschnitt in 1,830 Millionen deutschen Haushalten. Die Serie lag damit auf Platz eins der drei größten Streamingdienste Netflix, Prime Video und Disney+. Im ersten Halbjahr 2025 verzeichnete die Serie 39,3 Millionen Views auf Netflix.

### Auszeichnungen und Nominierungen
Quotenmeter Fernsehpreis 2025
- Nominierung in der Kategorie Beste Hauptdarstellerin einer Serie oder Reihe (Lavinia Wilson)[25]